# موفق عوض
موفق عوض، لاعب كرة قدم قطري يلعب حالياً في نادي الشمال.

## مسيرة اللاعب
مثل نادي السيلية في المراحل السنية وكانت له تجربه احترافية في الفئات السنية في لاسك لينتس النمساوي و كالتورال ليونيسا  الاسباني ووقع مع نادي الريان في عام 2017 و أعير إلى نادي الخور مطلع 2017 وانتقل إلى نادي الشمال في عام 2023.